# Хенри Пифард
Хенри Пифард (енгл. Henry Granger Piffard; Пифард, 10. септембар 1842 — Њујорк, 8. јун 1910) је био амерички дерматолог и патолог. Аутор је прве систематске расправе о дерматологији у Америци. Један је од оснивача дерматологије у САД. Основао је Journal of Cutaneous and Venereal Diseases, који је касније постао JAMA Dermatology. Изумео је дермалну кирету, први је користио рендгенске зраке за лечење кожних болести и био је пионир блица у медицини.
Написао је Водич за анализу урина (1873), Основни спис о болестима коже (1871), Практични спис о болестима коже (1891) и превео Промене расположења од Алфреда Хардија.